# The Big Chill
The Big Chill is een Amerikaanse film uit 1983 van regisseur Lawrence Kasdan met in de hoofdrollen William Hurt, Kevin Kline, Glenn Close, Tom Berenger en Jeff Goldblum. 
Naar aanleiding van de begrafenis van een jeugdvriend ziet een groep voormalige studenten elkaar na vijftien jaar weer terug. Tijdens het weekend volgend op de begrafenis komen herinneringen, oud zeer en oude verliefdheden weer naar boven. Niet iedereen is ongeschonden volwassen geworden. De acteurs in de film waren al beroemd of stonden op het punt door te breken. De film werd goed ontvangen en was een succes in de bioscopen.

## Verhaal
Harold en Sarah Cooper laten hun vriend Alex tijdelijk wonen in hun huisje bij het meer. Hij woont daar samen met zijn veel jongere vriendin Chloe. Dan krijgen Harold en Sarah van Chloe te horen dat Alex zelfmoord heeft gepleegd. De geschokte Harold en Sarah organiseren de begrafenis en nodigen een aantal van hun vrienden uit hun studententijd uit. Allemaal ook vrienden van Alex. Na de begrafenis blijft iedereen vrienden in het huis van Harold en Sarah om er het weekend door te brengen. 
Het gezelschap dat meegaat bestaat uit Sam, die een succesvolle tv-acteur is geworden, Meg, een advocate en nog altijd zonder vaste partner, de journalist Michael, de ex-radio D.J., Nick, en Karen en haar man Richard. Al snel blijkt dat maar weinigen binnen de vriendenkring gelukkig zijn geworden. Meg wil graag een kind, maar kan geen geschikte man vinden, Michael werkt als journalist, maar dan wel voor sensatieblaadjes, en Nick is ontslagen vanwege zijn drug- en drankmisbruik. Als gevolg van ervaringen tijdens zijn diensttijd in Vietnam lijdt hij aan posttraumatische stressstoornis en is impotent. Karen ten slotte heeft inmiddels een gezin, maar is ongelukkig in haar huwelijk met Richard. 
Gedurende het weekend komt het verleden regelmatig naar boven. Zo blijkt dat Sarah een korte verhouding heeft gehad met Alex. Zijn dood blijft het hele weekend terugkomen. Maar ook oude verliefdheden komen weer boven. Zo zoekt Karen contact met Sam en wil Meg Nick zover krijgen dat hij haar zwanger maakt. Michael probeert met iedereen het bed in te duiken en eindigt met niets. Meg komt erachter dat Nick impotent is en richt zich nu op Sam. Sam gaat in op Karens toenaderingspogingen en ze kussen passievol. Karen vertrouwt hem toe dat ze Richard wil verlaten. Sam zegt haar niets liever te willen dan met haar en haar twee zonen samen te wonen in zijn flat maar hij is bang dat net zoals in zijn eerste huwelijk de verveling zal toeslaan. Karen besluit om te kiezen voor haar man en gezin. Ook Sam weigert een kind te verwekken bij Meg. De wanhopige Meg wendt zich tot Sarah en vertelt haar dat ze echt zwanger wil worden en het liefst van een van die 'geweldige mannen uit haar studententijd'. Michael hoort overigens niet tot die groep mannen want Meg wijst hem af. Sarah wordt aan het denken gezet en aan het einde van het weekend haalt Sarah haar man, Harold, over om Meg zwanger te maken. Nick en Chloe besluiten om een tijdje in het huisje aan het meer te gaan wonen.

## Rolverdeling
| Acteur          | Personage     |
| --------------- | ------------- |
| Kevin Kline     | Harold Cooper |
| Glenn Close     | Sarah Cooper  |
| Tom Berenger    | Sam Weber     |
| William Hurt    | Nick Carlton  |
| Mary Kay Place  | Meg Jones     |
| Jeff Goldblum   | Michael Gold  |
| JoBeth Williams | Karen Bowens  |
| Meg Tilly       | Chloe         |

## Achtergrond

### Thema's
The Big Chill is ondanks de zware onderwerpen (zelfmoord en psychische trauma's) die in de film een rol spelen, geen sombere film. Wel hangt er een element van triestheid over het gezelschap. De zelfmoord van Alex maakt hen bewust van het feit dat er een periode is afgesloten. De jaren zestig, de tijd dat de groep studeerde, zijn voorbij. De idealen en verwachtingen zijn grotendeels verloren gegaan. Er zijn carrières opgebouwd, maar dat heeft niet geleid tot meer geluk en bevrediging. De groep is daarmee een metafoor voor de generatie van de jaren zestig. Nick heeft zijn idealen zien sneuvelen in de Vietnamoorlog en is bijna onderuit gegaan door zijn drugsmisbruik. Meg is succesvol als advocaat, maar heeft daarmee haar idealen begraven. Harold en Sarah hebben de vrije liefde ingeruild voor een huwelijk waar de sleur in is gekropen, een ervaring die wordt gedeeld door Karen in haar huwelijk met Richard. Sam is succesvol als acteur, maar kan het succes steeds minder kan bijbenen. Als een politieagent vraagt of Sam in zijn auto wil springen zoals een van de personages die hij speelt, breekt hij bijna zijn arm. Michael ten slotte schrijft voor People Magazine. Hierin staan artikelen die naar zijn zeggen 'net lang genoeg zijn om tijdens een w.c.-bezoek te lezen'. Hij is verbitterd door het uitblijven van erkenning als journalist en als een klein jongetje blijft hij het hele weekend om aandacht bedelen. Als het weekend voorbij is, is één ding duidelijk, de tijd is onverbiddelijk en kan niet worden teruggedraaid.

### Productie
De film brengt een aantal jonge acteurs bij elkaar, zoals William Hurt, Kevin Kline, Glenn Close en Tom Berenger en zorgde voor een impuls in hun filmcarrière. Het was om die reden sneu voor acteur Kevin Costner die de rol van Alex speelde, dat zijn complete bijdrage aan de film uit de film is gesneden. De film zelf werd opgenomen in Beaufort (South Carolina).